# Edrofonio
Edrofonio, conocido también por su nombre comercial Tensilon, es un medicamento que actúa como inhibidor de la colinesterasa, una enzima que se encuentra a nivel de la placa neuromuscular y que degrada al neurotransmisor acetilcolina. Por su acción competitiva sobre la acetilcolinesterasa, el edrofonio es un parasimpaticomimético. El compuesto es una amina cuaternaria.

## Usos clínicos
Aprovechando su corto tiempo de acción (aproximadamente 10 minutos), el edrofonio se usa para el diagnóstico de debilidad muscular en personas con miastenia gravis y distinguirla de una crisis colinérgica. En la miastenia gravis, el paciente no es capaz de producir suficiente estimulación de los receptores nicotínicos, por lo que el edrofonio permitirá que la concentración de acetilcolina sea suficiente para reducir la debilidad muscular. En cambio, en una crisis colinérgica, como en el caso de una sobredosis, la debilidad muscular empeorará con la administración del edrofonio.

## Efectos secundarios
El edrofonio puede causar diarrea, vómitos, salivación excesiva, estado de ansiedad, bradicardia, sensación de pánico y urticaria, entre otros síntomas.